# Dicranopteris pubigera
Dicranopteris pubigera är en ormbunkeart som först beskrevs av Bl., och fick sitt nu gällande namn av Takenoshin Nakai. Dicranopteris pubigera ingår i släktet Dicranopteris och familjen Gleicheniaceae. Inga underarter finns listade.